# Viviendo deprisa
Viviendo deprisa is het debuutalbum van de Spaanse zanger Alejandro Sanz.

## Geschiedenis
Sanz had al eerder een album uitgebracht onder de titel Alejandro Magno. Viviendo deprisa verscheen in mei 1991 en stond op nummer 1 in Spanje. Het album werd achtmaal platina en er werden alleen al in Spanje 800.000 exemplaren van verkocht. Wereldwijd waren dit er een miljoen.

## Nummers
| Nummer | Titel                      | Duur |
| ------ | -------------------------- | ---- |
| 1      | Los dos cogidos de la mano | 5:02 |
| 2      | Pisando fuerte             | 4:28 |
| 3      | Lo que fui es lo que soy   | 4:40 |
| 4      | Todo sigue igual           | 5:13 |
| 5      | Viviendo deprisa           | 3:17 |
| 6      | Se le apagó la luz         | 4:46 |
| 7      | Duelo al amanecer          | 3:31 |
| 8      | Completamente loca         | 3:32 |
| 9      | Toca para mí               | 4:07 |
| 10     | Es este amor               | 3:34 |

## Singles
- Los dos cogidos de la mano

2 november 1991
- Pisando fuerte

22 februari 1992
- Lo que fui es lo que soy

30 mei 1992
Een ander nummer dat op de radio werd afgespeeld is Se le apagó la luz. Er zijn alleen video's gemaakt voor de nummers Los dos cogidos de la mano en Pisando fuerte.

## Heruitgave
In 2006 kwamen er vernieuwde versies uit van oudere studioalbums van Alejandro Sanz. Viviendo deprisa (editie 2006) kwam uit op 26 september 2006 en bevat een cd en een dvd. Op de cd staan 13 tracks en de dvd bevat 6 video's.

### Cd
| Nummer | Titel                                     | Duur |
| ------ | ----------------------------------------- | ---- |
| 1      | Los dos cogidos de la mano                | 5:02 |
| 2      | Pisando fuerte                            | 4:28 |
| 3      | Lo que fui es lo que soy                  | 4:40 |
| 4      | Todo sigue igual                          | 5:13 |
| 5      | Viviendo deprisa                          | 3:17 |
| 6      | Se le apagó la luz                        | 4:46 |
| 7      | Duelo al amanecer                         | 3:31 |
| 8      | Completamente loca                        | 3:32 |
| 9      | Toca para mí                              | 4:07 |
| 10     | Es este amor                              | 3:34 |
| 11     | Toca para mí (demo)                       | 4:02 |
| 12     | Viviendo deprisa (demo)                   | 3:10 |
| 13     | Se le apagó la luz (van het album Básico) | 4:37 |

### Dvd's
1. Los dos cogidos de la mano (video)
2. Pisando fuerte (video)
3. Lo que fui es lo que soy (Concierto Pabellon de Deportes del Real Madrid)
4. Los dos cogidos de la mano (Concierto Pabellon de Deportes del Real Madrid)
5. Se le apagó la luz (Concierto Pabellon de Deportes del Real Madrid)
6. Pisando fuerte (Concierto Pabellon de Deportes del Real Madrid)